# Comuna Pârjol, Bacău
Pârjol (în trecut, Băhnășeni, în maghiară Perzsoj) este o comună în județul Bacău, Moldova, România, formată din satele Băhnășeni, Bărnești, Băsăști, Câmpeni, Hăineala, Hemieni, Pârjol (reședința), Pustiana și Tărâța.

## Așezare
Comuna se află în nordul județului, pe malurile Tazlăului Mare, care separă satul Pârjol de satele Băsești, Hăineala, Câmpeni și Pustiana și care primește în zona comunei afluentul Solonț. Este o zona de exploatare petroliferă și forestieră, având în proprietate și pădurea ce se întinde la marginea satelor Câmpeni și Pustiana. Este străbătută de șoseaua județeană DJ156A, care o leagă spre sud de Ardeoani (unde se termină în DN2G) și spre nord de Balcani și mai departe în județul Neamț la Tazlău, Borlești și Roznov (unde se intersectează cu DN15), Girov (unde se intersectează cu DN15D), Dobreni (unde se intersectează cu DN15C), Negrești și Crăcăoani (unde se termină tot în DN15C).

## Demografie
Componența etnică a comunei Pârjol
     Români (89,52%)
     Maghiari (1,75%)
     Alte etnii (0,07%)
     Necunoscută (8,66%)
Componența confesională a comunei Pârjol
     Ortodocși (59,32%)
     Romano-catolici (31,58%)
     Alte religii (0,22%)
     Necunoscută (8,89%)
Conform recensământului efectuat în 2021, populația comunei Pârjol se ridică la 5.555 de locuitori, în creștere față de recensământul anterior din 2011, când fuseseră înregistrați 5.525 de locuitori. Majoritatea locuitorilor sunt români (89,52%), cu o minoritate de maghiari (1,75%), iar pentru 8,66% nu se cunoaște apartenența etnică. Din punct de vedere confesional, majoritatea locuitorilor sunt ortodocși (59,32%), cu o minoritate de romano-catolici (31,58%), iar pentru 8,89% nu se cunoaște apartenența confesională.
Așadar populația predominantă este cea română. În satul Pustiana populația este constituită în mare parte din maghiari și ceangăi, care au format însă familii și în celelalte sate ale comunei, dovadă fiind existența numelor ungurești românizate din aceste sate: Barna, Buhosu, Beța, Biea, Ciceu, Comârlău, Coșa, Erdeș, Ferenț, Laslău, Pișta, Șandur, Timaru, etc.

## Politică și administrație
Comuna Pârjol este administrată de un primar și un consiliu local compus din 15 consilieri. Primarul, Vasile Lupu[*], de la Partidul Național Liberal, este în funcție din 2016. Începând cu alegerile locale din 2024, consiliul local are următoarea componență pe partide politice:
|  | Partid                                 | Consilieri | Componența Consiliului | Componența Consiliului | Componența Consiliului | Componența Consiliului | Componența Consiliului | Componența Consiliului |
|  | -------------------------------------- | ---------- | ---------------------- | ---------------------- | ---------------------- | ---------------------- | ---------------------- | ---------------------- |
|  | Partidul Național Liberal              | 6          |                        |                        |                        |                        |                        |                        |
|  | Partidul Social Democrat               | 3          |                        |                        |                        |                        |                        |                        |
|  | Alianța Dreapta Unită                  | 2          |                        |                        |                        |                        |                        |                        |
|  | Alianța pentru Unirea Românilor        | 2          |                        |                        |                        |                        |                        |                        |
|  | Uniunea Democrată Maghiară din România | 1          |                        |                        |                        |                        |                        |                        |
|  | Partidul S.O.S. România                | 1          |                        |                        |                        |                        |                        |                        |

### Caracteristici lingvistice
Fiind la interferența dintre Moldova nordică și cea sudică, în comună se folosesc diferite izoglose precum și pronunții diferite în cazul palatizării consoanelor labio-dentale fricative: ex. ”hierbe”/"c'erbe" și „ș'erbe” pentru ”fierbe”. Interesantă este palatizarea diferită a consoanelor fricative labio-dentale în satul Tărâța. Astfel, în acest sat consoanele „f„ și ”v” palatizate se transformă în africatele postalveolare surdă /ʧ/ și sonoră /ʤ/. Ex: ”s-ar fi dus”- ”s-or ș'i dus” - ”s-or ci dus” / ”nu-i vina mea” - ”nu-i jina mé” - ”nu-i gina mea”. În satul Pustiana locuitorii vorbesc dialectul maghiar ceangăiesc vechi - iar limba română o vorbesc fonetic literar.

## Istorie
La sfârșitul secolului al XIX-lea. comuna purta numele de Băhnășeni, făcea parte din plasa Tazlăul de Sus a județului Bacău și era formată din satele Băhnășeni, Borzești, Pârjol, Tărâța (Gura Solonțu) și Câmpeni, cu 1717 locuitori care trăiau în 485 de case. În comună existau patru biserici ortodoxe, una catolică și o școală cu 9 elevi (dintre care o fată) deschisă în 1884 la Băhnășeni, iar cel mai mare proprietar funciar din comună era Vasile Lazu. La acea vreme, pe teritoriul actual al comunei mai funcționa, în aceeași plasă, și comuna Băsăști, formată din satele Băsăști, Hăineala, Ludași, Timărești și Balcani, cu 1544 de locuitori ce trăiau în 453 de case. Existau și aici o școală mixtă cu 17 elevi (dintre care 2 fete) deschisă la Băsăști în 1866, și două biserici (la Ludași și Băsăști), iar principalii proprietari de terenuri erau episcopul de Buzău Dionisie Climescu și Ecaterina Gheorghiu.
Anuarul Socec din 1925 consemnează cele două comune în plasa Tazlău a aceluiași județ. Comuna Băhnășeni avea 3000 de locuitori în satele Băhnășeni, Borzești, Sărata, Pârjol, Tărâța și Bărnești; iar comuna Băsăști avea în compunere satele Balcanu, Băsăști, Câmpeni, Căpățină, Căsoasa, Chiliile de Jos, Chiliile de Sus, Fimorești, Ghidionu, Hăineala, Ludași, Rețeni și Schitu Frumoasa, având în total 3241 de locuitori. În 1931, mai multe sate s-au desprins din comuna Băsăști pentru a forma comuna Schitu Frumoasa, iar satul Pârjol a trecut la comuna Băsăști. Astfel, comuna Băsăști a rămas cu satele Băsăști, Câmpeni, Hăineala, Pârjol și Solomonești, iar comuna Băhnășeni cu satele Băhnășeni, Bârnești, Borzești, Cucuieți, Hemeeni, Sărata, Tărâța și Timărești.
În 1950, comunele au fost transferate raionului Moinești din regiunea Bacău, și în timp au fost unificate sub numele de Pârjol. În 1968, comuna Pârjol a revenit la județul Bacău, reînființat și a preluat satul Pustiana de la comuna vecină Scorțeni; tot atunci, au fost desființate satele Dealu Ariei (comasat cu Băhnășeni), Hemeeni (comasat cu Tărâța), Solomonești și Timărești (comasate cu Bărnești).

## Monumente istorice
Singurul obiectiv din comuna Pârjol inclus în lista monumentelor istorice din județul Bacău ca monument de interes local este școala (astăzi, cămin cultural) din satul Pustiana, clădire construită în 1910 și clasificată ca monunent de arhitectură.